# Entschäumer
Entschäumer oder Schaumbekämpfungsmittel sind chemische Formulierungen mit ausgeprägter Grenzflächenaktivität, die geeignet sind, unerwünschte Schaumbildung (z. B. bei der Abwasserreinigung, der Papierherstellung, beim Waschvorgang in Waschmaschinen, beim Lackieren, bei Fermentationsprozessen) zu unterdrücken oder bereits gebildeten Schaum zu zerstören. Dabei wird teilweise zwischen Entschäumern (verhindern die Entstehung von Schaum bzw. lösen Schaum auf) und Entlüftern (bringen die Luftblasen schneller an die Oberfläche) unterschieden. Der ähnliche Begriff Schaumverhüter bezieht sich fast ausschließlich auf den Bereich der Lebensmitteltechnologie und beschreibt prinzipiell identisch wirkende Stoffe oder Gemische. Häufig werden Mono- und Diglyceride von Speisefettsäuren und Dimethylpolysiloxan eingesetzt.

Strukturformel eines 2-Monoglycerids – Verwendung als Entschäumer in Lebensmitteln
Strukturformel eines  1,2-Diglycerids – Verwendung als Entschäumer in Lebensmitteln
Strukturformel eines Triglycerids – Bestandteil vieler Lebensmittel

Weite Verbreitung finden sog. Compounds aus Silikonölen und darin implementierten Kieselsäure-Partikeln. Hierbei handelt es sich um heterogene Entschäumer, da diese Systeme im schäumenden Medium unlöslich sind. 
Es gibt jedoch auch homogene Entschäumer, d. h. Entschäumer, die in der schäumenden Flotte gelöst vorliegen (z. B. so genannte Trübungspunkt-Entschäumer) aus der Klasse der Phosphorsäureester:
- Tri-n-butyl-phosphat
- Triisobutylphosphat

## Mechanismus
Für die Wirkung von Entschäumern auf schäumende Systeme werden verschiedene Mechanismen diskutiert. Eine wichtige Rolle spielt dabei die Spreitung (Maß für die Fähigkeit von Ölen und ähnlichen Substanzen, sich flächig auszubreiten) eines in die Oberfläche einer Schaumlamelle eingedrungenen Entschäumer-Öltröpfchens. Der Einbau von z. B. Kieselsäure-Partikeln in Silikon-Entschäumer dient dabei dem Zweck, den Eintritt der dispergierten Öltröpfchen in die Grenzfläche Wasser/Luft zu beschleunigen bzw. überhaupt zu ermöglichen.